# Herrarnas C-2 1000 meter i kanotsport vid olympiska sommarspelen 1988
Herrarnas C-2 1000 meter vid olympiska sommarspelen 1992 hölls i Seoul. 

## Medaljörer
| Gren           | Guld                                            | Silver                                | Brons                            |
| C-2 1000 meter | Sovjetunionen Viktar Renejski Nicolae Juravschi | Östtyskland Olaf Heukrodt Ingo Spelly | Polen Marek Dopierała Marek Łbik |

## Resultat

### Heat
| Heat 1 |                                               |         |    |
| 1.     | Viktar Renejski och Nicolae Juravschi (URS)   | 3:48.27 | QS |
| 2.     | Christian Frederiksen och Arne Nielsson (DEN) | 3:50.58 | QS |
| 3.     | Andrew Train och Stephen Train (GBR)          | 3:55.90 | QS |
| 4.     | David Frost och Eric Smith (CAN)              | 3:58.15 | QS |
| 5.     | Mirko Nišović och Matija Ljubek (YUG)         | 4:02.10 | QR |
| 6.     | Gregory Steward och Ronald Urick (USA)        | 4:26.56 | QR |
| Heat 2 |                                               |         |    |
| 1.     | Grigore Obreja och Gheorghe Andriev (ROU)     | 3:48.41 | QS |
| 2.     | Pascal Sylvoz och Didier Hoyer (FRA)          | 3:48.47 | QS |
| 3.     | Tomáš Křivánek och Waldemar Fibigr (TCH)      | 3:54.38 | QS |
| 4.     | Toshisuke Sakamoto och Katsuya Toyama (JPN)   | 4:09.29 | QS |
| 5.     | Choi Chang-Hwan och Park Gyeong-Cheol (KOR)   | 4:23.51 | QR |
| Heat 3 |                                               |         |    |
| 1.     | Olaf Heukrodt och Ingo Spelly (GDR)           | 3:40.82 | QS |
| 2.     | Marek Dopierała och Marek Łbik (POL)          | 3:44.24 | QS |
| 3.     | Gábor Takács och Gusztáv Leikep (HUN)         | 3:45.50 | QS |
| 4.     | Hartmut Faust och Wolfram Faust (FRG)         | 3:52.43 | QS |
| 5.     | Deyan Bonev och Petar Bozhilov (BUL)          | 4:01.42 | QR |
| 6.     | Guo Daen och Ke Hua (CHN)                     | 4:15.50 | QR |

### Återkval
| Återkval |                                             |         |    |
| 1.       | Guo Daen och Ke Hua (CHN)                   | 4:06.60 | QS |
| 2.       | Deyan Bonev och Petar Bozhilov (BUL)        | 4:06.91 | QS |
| 3.       | David Frost och Eric Smith (CAN)            | 4:06.93 | QS |
| 4.       | Gregory Steward och Ronald Urick (USA)      | 4:17.77 |    |
| 5.       | Toshisuke Sakamoto och Katsuya Toyama (JPN) | 4:18.23 |    |

### Semifinaler
| Semifinal 1 |                                               |         |    |
| 1.          | Viktar Renejski och Nicolae Juravschi (URS)   | 3:46.85 | QF |
| 2.          | Pascal Sylvoz och Didier Hoyer (FRA)          | 3:55.25 | QF |
| 3.          | Gábor Takács och Gusztáv Leikep (HUN)         | 3:59.08 | QF |
| 4.          | Guo Daen och Ke Hua (CHN)                     | 4:06.49 |    |
| 5.          | Toshisuke Sakamoto och Katsuya Toyama (JPN)   | 4:09.20 |    |
| Semifinal 2 |                                               |         |    |
| 1.          | Marek Dopierała och Marek Łbik (POL)          | 3:50.45 | QF |
| 2.          | Hartmut Faust och Wolfram Faust (FRG)         | 3:52.03 | QF |
| 3.          | Grigore Obreja och Gheorghe Andriev (ROU)     | 3:53.76 | QF |
| 4.          | David Frost och Eric Smith (CAN)              | 3:57.34 |    |
| 5.          | Andrew Train och Stephen Train (GBR)          | 3:59.22 |    |
| Semifinal 3 |                                               |         |    |
| 1.          | Olaf Heukrodt och Ingo Spelly (GDR)           | 3:50.10 | QF |
| 2.          | Christian Frederiksen och Arne Nielsson (DEN) | 3:51.62 | QF |
| 3.          | Deyan Bonev och Petar Bozhilov (BUL)          | 3:54.98 | QF |
| 4.          | Tomáš Křivánek och Waldemar Fibigr (TCH)      | 3:56.15 |    |
| 5.          | Mirko Nišović och Matija Ljubek (YUG)         | 3:59.04 |    |

### Final
| Gold   | Viktar Renejski och Nicolae Juravschi (URS)   | 3:48.36 |
| Silver | Olaf Heukrodt och Ingo Spelly (GDR)           | 3:51.44 |
| Bronze | Marek Dopierała och Marek Łbik (POL)          | 3:54.33 |
| 4.     | Christian Frederiksen och Arne Nielsson (DEN) | 3:54.94 |
| 5.     | Hartmut Faust och Wolfram Faust (FRG)         | 3:55.62 |
| 6.     | Grigore Obreja och Gheorghe Andriev (ROU)     | 3:56.56 |
| 7.     | Gábor Takács och Gusztáv Leikep (HUN)         | 4:04.18 |
| 8.     | Pascal Sylvoz och Didier Hoyer (FRA)          | 4:04.75 |
| 9.     | Deyan Bonev och Petar Bozhilov (BUL)          | 4:11.62 |